# The Sonic Boom Foundation
The Sonic Boom Foundation ist eine vierköpfige deutsche Indie/Elektrorock-Band, die im Februar 2006 in Leipzig ins Leben gerufen wurde.

## Geschichte
Die Gründungsmitglieder Joey A. Vaising und Steffen Gräfe waren zuvor bereits mit der im Jahr 2002 aufgelösten Band Think About Mutation international erfolgreich. Nach fünf Monaten erschien Ende 2006 das erste Album Create Yourself! im Eigenvertrieb, das den Sound der Band aufzeigte: die Verbindung zwischen Elektronik und Rock.
Seit 2007 nahm die Band regelmäßig an großen europäischen Musikfestivals teil, die wichtigsten Stationen waren bisher Open Air Gampel, Nature One, SonneMondSterne, Frequency, Highfield sowie Juicy Beats.
In den Jahren 2007 und 2008 zählten sie zu den Gewinnern folgender nationaler Bandwettbewerbe: Beck’s on Stage 2007 (Platz 1), Coca Cola Soundwave 2007 (Platz 2) und den F6 Music Award 2008 (Platz 1).
Im Sommer 2008 schloss die Band einen Vertrag mit VelocitySounds Rec. und es erschien the sonic boom foundation, das selbstbetitelte Labeldebüt im Vertrieb von Alive.

## Diskografie
Demos
- 2006: create yourself!
- 2007: Pie & Mash
- 2008: greatest hits
- 2008: Crash and Ride

Studioalben
- 2008: the sonic boom foundation
- 2010: bad news always good news
- 2014: share the pain - embrace the hope - love the living (Veröffentlichung: 28. Februar 2014)

EPs
- 2007: urbanrave::ep
- 2008: solar kid
- 2009: resistant to change ep
- 2011: embrace the hope

DVDs
- 2008: festival frenzy 2007 (Doppel-DVD)